# The Chinese Stars
The Chinese Stars est un groupe de noise rock américain, originaire de Providence, dans le Rhode Island. Il est formé en 2003 depuis les cendres de Six Finger Satellite et d'Arab On Radar séparé en 2002,.

## Biographie
Peu après la séparation du groupe de rock expérimental Arab on Radar à la fin 2002, le chanteur et guitariste Eric Paul décide de démarrer un nouveau projet, The Chinese Stars. Paul recrute le batteur d'Arab on Radar, Craig Kureck, l'ancien bassiste des Six Finger Satellite, Rick Ivan Pelletier, et le guitariste Paul Viera pour compléter la formation. Chinese Stars publie un premier EP, intitulé Turbo Mattress, en 2003. Il est suivi en 2004 par leur premier album, A Rare Sensation.

## Membres
- Craig Kureck - batterie
- Eric Paul - chant[7]
- Richard Ivan Pelletier - basse
- Paul Vieira - guitare

## Discographie
- 2003 : Turbo Mattress (EP)
- 2004 : A Rare Sensation
- 2005 : TV Grows Arms/The Drowning
- 2007 : Listen to Your Left Brain
- 2009 : Heaven on Speed Dial (Anchor Brain)[8]